# Liebende Frauen
Liebende Frauen fue una revista para lesbianas publicada en Alemania durante la República de Weimar, de 1926 a 1931 en Berlín Su frecuencia era semanal y en 1928 costaba 28 Pfennig.
Hasta 1930 se editó en la editorial Frauenliebe y llevaba el subtítulo Wochenschrift für Freundschaft, Liebe und sexuelle Aufklärung («Semanal para la amistad, el amor y la educación sexual»). A partir de 1930 se editó en la editorial Bergmann con el subtítulo Wochenschrift des Deutschen Freundschafts-Verbandes Berlin («Semanal de la asociación alemana de la amistad de Berlín»), siendo la Deutscher Freundschafts-Verband («Asociación alemana de la amistad») una asociación homosexual.
Debido a que en la misma editorial se publicaba una revista titulada Frauenliebe con el mismo subtítulo, que también estaba dirigida a un público lésbico, se puede suponer una relación entre ambas revistas. Sin embargo, todavía no se ha realizado un estudio y análisis de la revista. La revista, al igual que otras revistas lésbicas de la época, estaba en estrecho contacto con la cultura lésbica local de Berlín. Tomaba partido político, informaba sobre temas lésbicos de Berlín y Alemania, publicaba historias cortas, poemas y novelas cortas, así como anuncios sobre puntos de encuentro lésbicos o de contactos privados.
El archivo Spinnboden Lesbenarchiv de Berlín posee una colección completa de la revista.